# Le Coup de Trafalgar
Le Coup de Trafalgar est une pièce de théâtre – « drame bourgeois en 4 actes » – de Roger Vitrac, commencée en 1929 et créée le 8 juin 1934 au théâtre de l'Atelier, dans une mise en scène de Marcel Herrand avec la troupe du Rideau de Paris.

## Historique
Une première version incomplète de la pièce est commencée dès 1929. Elle doit s'appeler d'abord Arcade (c'est le nom de l'escroc) ; elle change de titre au début de 1930. Antonin Artaud fait un certain nombre d'observations à Vitrac, notamment sur le dernier acte qu'il juge faible, et rédige un projet de mise en scène ; il essaye de convaincre des directeurs de théâtre, surtout Louis Jouvet et Charles Dullin. Finalement, Dullin accepte de produire la pièce, mais, en accord avec Vitrac, la confie à la troupe du Rideau de Paris, avec une mise en scène de Marcel Herrand et non d'Artaud. Artaud, vexé, publie une critique assez sévère du Coup de Trafalgar dans la Nouvelle Revue Française de juillet 1934. Vitrac s'en offusque ; la brouille est consommée.

## Argument
L'action se situe en 1914, à la veille de la guerre (actes I et II), puis pendant la guerre (acte III), et se termine en 1922 (acte IV). Les petits bourgeois qui habitent un modeste immeuble parisien de la rue Montorgueil se retrouvent en divers endroits de l'immeuble, de la loge de la concierge à la cave de la maison où ils se mettent à l'abri de l'artillerie allemande. Tous ces gens sont menés par les petites préoccupations de leur vie quotidienne, que viennent seulement troubler les agissements d'un petit escroc (Arcade Lemercier) et des événements extérieurs (la déclaration de guerre qui éclate comme un coup de Trafalgar). Dans cet environnement médiocre et sans consistance, toutes les valeurs traditionnelles se délitent : la famille, le travail, la religion, l'armée, la patrie.

## Mises en scène
- 1934 : création dans une mise en scène de Marcel Herrand au Théâtre de l'Atelier, avec Agnès Capri, Renée Tamary, Alice Reichen, Sylvain Itkine, Jenny Burnay, Jean-Louis Barrault, Étienne Decroux, Claire Gérard, Jean Marchat, Marcel Herrand, Fernand Bercher.
- 1938 : mise en scène de Sylvain Itkine au théâtre des Ambassadeurs.
- 1968 (22 novembre-15 décembre) : mise en scène de Jacques Rosner au Théâtre de la Cité de Villeurbanne[4].